# Scandix peigne de Vénus
Scandix pecten-veneris
Espèce
Le scandix peigne de Vénus, Cerfeuil à aiguillettes ou Aiguille de berger (Scandix pecten-veneris), est une espèce de plantes à fleurs de la famille des Apiaceae. C'est une plante herbacée annuelle originaire d'Eurasie.

## Habitats
C'est le plus souvent une plante adventice des terrains cultivés et des friches (autrefois très commune dans les moissons de toute la France, mais on la trouvait aussi dans les prairies).

## Étymologie
Son nom provient de la forme de ses fruits ridés avec de très longs becs qui, regroupés en ombelles, évoquent un peigne.

## Description
Cette annuelle, haute de 20 à 40 cm, aux tiges dressées, rameuses et finement striées, peut être pubescente ou glabre.

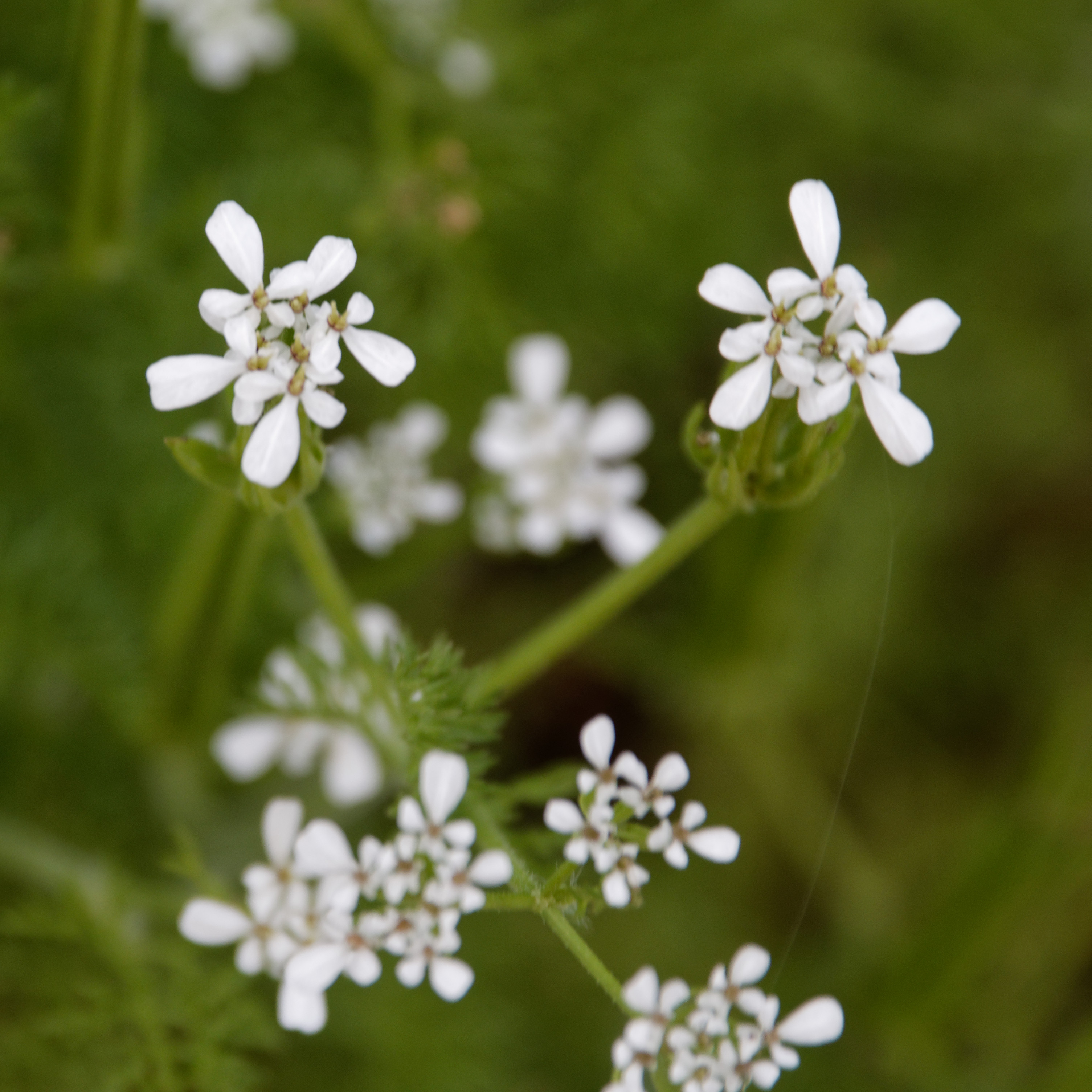
S. pecten-veneris. L'un des pétales, tourné vers l'extérieur de l'ombellule, est plus grand que les autres, confèrant à la fleur une légère zygomorphie.

Les fleurs en ombelles sont blanches. Les carpelles sont rugueux, surmontés d'un bec ou sorte d'aiguillet au moins 4 fois plus long que la graine, et hérissé de petits aiguillons disposés sur 2 rangs. L'involucre est absente ou représentée par une vraie feuille. Les involucelles sont à folioles entières, bifides ou laciniées.